# دهستان ارشق شمالی
دهستان ارشق شمالی نام دهستانی در بخش ارشق شهرستان مشگین‌شهر، استان اردبیل در ایران است. براساس سرشماری مرکز آمار ایران در سال ۱۳۸۵، جمعیت آن ۵۶۷۲ نفر (۱۲۲۲ خانوار) بوده‌است.
«ازدهستان‌های بخش ارشق شهرستان مشکین شهر به مرکزیت روستای آشاغی قوشا است که در سال ۱۳۶۶ تأسیس شده وازترکیب ۲۳ پارچه آبادی شامل آبادی‌های آق قاسملو، اولمای سفلی، اولمای علیا، امیدچه، عین‌الله کندی، بیگ باغلو، حاج سیفلو، حاماملو، خاراباقادرلی، خلیفه داود، دره بیگ لو، دوه چی علیا، شورگول، شیخ عظیم لو، عباس کندی، عالی کهریزی، قاراتپه، قاراچی سفلی، قاراچی علیا، قاراملهم، قوشا سفلی، قوشا علیا، کلی علیا، مزرعه ملاعسگرلو، اوجاق قشلاقی وکلی سفلی تشکیل شده‌است. این دهستان درسرشماری سال ۱۳۹۰، در ۱۲۴۷ خانوار ۴۶۶۴ نفر جمعیت داشته‌است.».